# Christel Mouchard
Pour les articles homonymes, voir Mouchard.
Christel Mouchard, née en 1954, est une romancière et éditrice française qui s'intéresse plus particulièrement à l'histoire des voyages au féminin. Elle écrit pour les adultes et la jeunesse. 

## Biographie
Longtemps rewriter, Christel Mouchard écrit ensuite une dizaine de livres sur le thème de l’aventure – surtout de l’aventure au féminin, ainsi que des romans pour la jeunesse. Elle aime particulièrement raconter l'histoire des femmes qui sont parties en mer.  
En 2016, elle remporte le Grand prix des jeunes lecteurs pour L'Apache aux yeux bleus.
En 2020, elle crée une fiction radiophonique, Louison et la chimère de M. de Kerguelen, qui raconte l'histoire d'un navigateur parti découvrir un nouveau continent à la fin du 18è siècle et d'une passagère montée clandestinement à bord de son bateau.  
En 2021, elle reçoit le prix Brantôme 2021 pour sa biographie historique à propos de Jeanne Barret, une aventurière herboriste. 
En 2025 parait Charmian et Jack London : l'appel de l'aventure, un roman sur l'histoire d'amour entre Jack London et sa femme, l'écrivaine Charmian Kittredge,. 
Elle est parallèlement attachée de presse aux éditions Tallandier. Comme éditrice, elle se consacre plus particulièrement au lancement de projets d’anthologies maritimes et d’aventures vécues.
Enfin, elle va également à la rencontre de ses lecteurs. 

## Ouvrages
- Elles ont conquis le monde - Les Grandes aventurières - 1850-1950, en collaboration avec Alexandra Lapierre, éd. Arthaud 2006,  (ISBN 2-7003-9671-5).
- Aventurières en crinoline, Seuil, 1987.
- La Rivière des âmes perdues au purgatoire : les sang-mêlé au Far West, Seuil, 1992.
- La Reine des boucaniers : une aventurière en Océanie, Seuil, 1989. Biographie d'Emma Coe.
- La Reine Antilope, Robert Laffont, 2000.
- Doña Isabel - La véritable et très mystérieuse histoire d'une voyageuse perdue dans la forêt des Amazones, Robert Laffont, 2011.
- Gertrude Bell, archéologue, aventurière, agent secret, Tallandier, 2015, 332 pages - Prix spécial du jury Simone-Veil 2016.
- Jeanne Barret - Aventurière des mers, exploratrice et botaniste, Tallandier, 2020.
- Charmian et Jack London : l'appel de l'aventure, Tallandier, 2025

### Traductions et présentations
- Le Dernier journal de Livingstone, Arléa, 1994.
- Je suis une mal-blanchie-Les Mémoires de Mary Seacole, Phébus, 1992.

### Littérature jeunesse
- La princesse africaine, sur la route de Zimbabouè, 2006 (jeunesse).
- La princesse africaine, Prisonnière à Zanzibar, 2007 (jeunesse).
- Le secret de la dame de jade, 2009 (jeunesse) - Prix Peep.
- Devi, bandit aux yeux de fille, 2010 (jeunesse) - Prix Gayant Lecture 2012 - Prix Azimut 2012.
- La Fille dans la forêt, 2012 (jeunesse).
- L'Apache aux yeux bleus, 2015 - Grand prix des jeunes lecteurs 2016.
- Alex, fils d'esclave, 2019 : biographie romancée de Thomas Alexandre Dumas, esclave, général d'empire et père d'Alexandre Dumas.